# Dazhou
Dazhou (en chino, 达州; pinyin, Dázhōu; Wade-Giles, Ta-chou) es una ciudad-prefectura situada en el este de la provincia de Sichuan en la República Popular China. Su área es de 16 587 km² y su población total para 2010 superó los 5,46 millones de habitantes. 

## Administración
La ciudad-prefectura de Dazhou se divide en 7 localidades que se administran en 2 distritos urbanos, 1 ciudad suburbana y 4 condados rurales.
- Distrito Tongchuan (通川区)
- Distrito Dachuan (达川区)
- Ciudad Wanyuan (万源市)
- Condado Xuanhan (宣汉县)
- Condado Kaijiang (开江县)
- Condado Dazhu (大竹县)
- Condado Qu (渠县)

## Toponimia
El topónimo Dazhou se compone de los sinogramas Da que significa 'llegar' y Zhou que significa 'provincia'. Durante la dinastía Song, este condado estaba ubicado en un lugar que conecta varias regiones y tomó el carácter Da (达) como nombre.  
A su vez, Da viene de la frase "cuatro caminos" (四达之路 sìdá zhīlù) significa que está situado en una encrucijada de cuatro direcciones (norte, sur, este y oeste). Posteriormente se le añadió el sinograma Zhou (provincia) para indicar que abarcaba otras localidades.

## Economía
Dazhou es una arteria importante del transporte terrestre para la región. Numerosas carreteras nacionales, autopistas y líneas ferroviarias pasan a través de Dazhou que la conectan directamente con las principales ciudades de China, como Chengdú, Xi'an, Wuhan, Cantón, Shenzhen, Pekín, etc, por lo que es uno de los centros comerciales importantes de Sichuan.
Dazhou cuenta con numerosos recursos naturales, incluidos los grandes campos de gas natural y una abundancia de recursos minerales como la sal, carbón, manganeso, litio, y piedra caliza. Los principales productos agrícolas y ganaderos son el cerdo, carne de res, y el té. Otras industrias son la producción de químicos, la energía del carbón, metalurgia, textiles y materiales de construcción.

## Clima
La región tiene un clima subtropical húmedo influenciado por la monzón (Köppen Cwa) y es en gran parte templado y húmedo, con cuatro estaciones distintas. El invierno es corto, templado y con niebla, aunque la precipitación es baja. La temperatura promedio en enero es de 6,1 °C, aunque pueden producirse heladas, la nieve es rara. Los veranos son largos, calurosos y húmedos, con temperaturas máximas que a menudo superan los 33 °C. El promedio diario mensual en julio, el mes más cálido, es de 27.4 °C . Las precipitaciones son escasas en invierno y pueden ser intensas en verano, más del 70% del total anual ocurre de mayo a septiembre, el período anual libre de heladas dura alrededor de 300 días.
| Parámetros climáticos promedio de Dazhou (1981−2010)       | Parámetros climáticos promedio de Dazhou (1981−2010) | Parámetros climáticos promedio de Dazhou (1981−2010) | Parámetros climáticos promedio de Dazhou (1981−2010) | Parámetros climáticos promedio de Dazhou (1981−2010) | Parámetros climáticos promedio de Dazhou (1981−2010) | Parámetros climáticos promedio de Dazhou (1981−2010) | Parámetros climáticos promedio de Dazhou (1981−2010) | Parámetros climáticos promedio de Dazhou (1981−2010) | Parámetros climáticos promedio de Dazhou (1981−2010) | Parámetros climáticos promedio de Dazhou (1981−2010) | Parámetros climáticos promedio de Dazhou (1981−2010) | Parámetros climáticos promedio de Dazhou (1981−2010) | Parámetros climáticos promedio de Dazhou (1981−2010) |
| Mes                                                        | Ene.                                                 | Feb.                                                 | Mar.                                                 | Abr.                                                 | May.                                                 | Jun.                                                 | Jul.                                                 | Ago.                                                 | Sep.                                                 | Oct.                                                 | Nov.                                                 | Dic.                                                 | Anual                                                |
| ---------------------------------------------------------- | ---------------------------------------------------- | ---------------------------------------------------- | ---------------------------------------------------- | ---------------------------------------------------- | ---------------------------------------------------- | ---------------------------------------------------- | ---------------------------------------------------- | ---------------------------------------------------- | ---------------------------------------------------- | ---------------------------------------------------- | ---------------------------------------------------- | ---------------------------------------------------- | ---------------------------------------------------- |
| Temp. máx. abs. (°C)                                       | 20.1                                                 | 24.9                                                 | 32.1                                                 | 35.3                                                 | 37.5                                                 | 37.7                                                 | 40.6                                                 | 40.7                                                 | 39.7                                                 | 35.0                                                 | 27.0                                                 | 17.7                                                 | '                                                    |
| Temp. máx. media (°C)                                      | 9.6                                                  | 12.2                                                 | 16.9                                                 | 22.5                                                 | 26.8                                                 | 29.4                                                 | 32.3                                                 | 32.7                                                 | 27.7                                                 | 21.5                                                 | 16.5                                                 | 10.6                                                 | 21.6                                                 |
| Temp. media (°C)                                           | 6.3                                                  | 8.5                                                  | 12.3                                                 | 17.3                                                 | 21.7                                                 | 24.7                                                 | 27.4                                                 | 27.3                                                 | 23.0                                                 | 17.5                                                 | 12.7                                                 | 7.6                                                  | 17.2                                                 |
| Temp. mín. media (°C)                                      | 4.0                                                  | 5.7                                                  | 8.9                                                  | 13.6                                                 | 17.8                                                 | 21.2                                                 | 23.7                                                 | 23.4                                                 | 19.9                                                 | 15.0                                                 | 10.2                                                 | 5.5                                                  | 14.1                                                 |
| Temp. mín. abs. (°C)                                       | −2.2                                                 | −1.5                                                 | −0.1                                                 | 4.6                                                  | 9.7                                                  | 14.0                                                 | 17.0                                                 | 17.3                                                 | 12.8                                                 | 2.8                                                  | 1.3                                                  | −4.5                                                 | '                                                    |
| Precipitación total (mm)                                   | 15.5                                                 | 20.2                                                 | 44.9                                                 | 93.1                                                 | 163.6                                                | 165.4                                                | 223.1                                                | 161.9                                                | 144.3                                                | 101.0                                                | 48.9                                                 | 23.2                                                 | 1205.1                                               |
| Días de precipitaciones (≥ 0.1 mm)                         | 8.2                                                  | 8.1                                                  | 11.3                                                 | 13.3                                                 | 14.3                                                 | 14.4                                                 | 13.9                                                 | 11.2                                                 | 14.4                                                 | 13.9                                                 | 10.7                                                 | 8.4                                                  | 142.1                                                |
| Humedad relativa (%)                                       | 82                                                   | 78                                                   | 75                                                   | 76                                                   | 76                                                   | 80                                                   | 79                                                   | 76                                                   | 80                                                   | 85                                                   | 84                                                   | 84                                                   | 79.6                                                 |
| Fuente n.º 1: China Meteorological Data Service Center     |                                                      |                                                      |                                                      |                                                      |                                                      |                                                      |                                                      |                                                      |                                                      |                                                      |                                                      |                                                      |                                                      |
| Fuente n.º 2: Weather China (precipitation days 1971–2000) |                                                      |                                                      |                                                      |                                                      |                                                      |                                                      |                                                      |                                                      |                                                      |                                                      |                                                      |                                                      |                                                      |